# Northwest Sinfonia
Le Northwest Sinfonia est un orchestre symphonique basé à Seattle aux États-Unis. Il est principalement connu pour l'enregistrement de bandes sonores pour le cinéma ou les jeux vidéo. Il a été fondé en 1995 et est crédité de plus de 100 enregistrements.